# FSG Tacherting
Die FSG Tacherting 1909 e. V. ist ein Schützenverein aus der oberbayerischen Gemeinde Tacherting.
Die FSG untergliedert sich in die Bereiche Bogenschießen und Gewehr- und Pistolenschießen.
Die FITA-Anlage der Bogenabteilung befindet sich am nördlichen Ende des Ortsteils Tacherting unweit des Flusses Alz.
Die Gewehr- und Pistolenschützen haben ihre Schießstände in einem Teil des Schutzraumes des Bauhofs.
Die Bogenabteilung der FSG Tacherting ist 3-facher Deutscher Mannschaftsmeister im Bogenschießen.

## Geschichte
Der Sportverein wird 1909 als Zimmerstutzen-Gesellschaft gegründet. 1926 entsteht schließlich die Feuerschützengesellschaft Tacherting. 1973 bildet sich erstmals eine Bogensportgruppe heraus. 1991 wird durch großzügige Unterstützung der Gemeinde eine Teilfläche des Schutzraums im Bauhof zum Schießstand umgebaut. Es entstanden 10 Luftgewehrstände und 12 Bogenstände in der Halle. Am 20. April 2002 wurde die neue FITA-Anlage der Bogenabteilung eingeweiht. Im Jahr 2009 feierte man das 100-jährige Bestehen des Vereins.

## Erfolge
- 1976: Erster Deutscher Meistertitel für die FSG Tacherting durch Armin Garnreiter mit dem Recurvebogen.
- 1979: Bei der Weltmeisterschaft in Berlin gewinnt Armin Garnreiter mit der Mannschaft die Silbermedaille.
- 1983: Erstmals starten zwei FSG-Schützen für Deutschland bei der WM in Los Angeles, USA.
- 1984: Armin Garnreiter belegt den 10. Platz bei den Olympischen Spielen in Los Angeles.
- 1999: Aufstieg der 1. Bogenmannschaft in die 1. Bundesliga.
- 2002: Die neu errichtete FITA-Anlage der Bogenabteilung wird in Tacherting eingeweiht.
- 2002, 2004, 2008: Die Bogenabteilung des Vereins wird deutscher Mannschaftsmeister.
- 2009: Die FSG Tacherting ist Ausrichter der Deutschen Meisterschaften im Bogenschießen. Armin Garnreiter gewinnt den Einzeltitel in der Schützenklasse Recurve in seinem Heimatort.[1]
- 2014: 4. und 9. Platz für die Recurve Herren- und Damenmannschaft beim European Club Teams Cup in Rovereto.[2]